# Tour Solidor
 (mars 2023).
Si vous disposez d'ouvrages ou d'articles de référence ou si vous connaissez des sites web de qualité traitant du thème abordé ici, merci de compléter l'article en donnant les références utiles à sa vérifiabilité et en les liant à la section « Notes et références ».
La tour Solidor est un donjon fortifié de 33 mètres bâtie sur une avancée rocheuse au débouché de la Rance dans la commune de Saint-Malo, quartier de Saint-Servan. Elle est composée de trois tours réunies par de petites courtines. Elle permettait de surveiller la navigation de l'estuaire.
Elle fait l’objet d’un classement au titre des monuments historiques depuis juillet 1886.

## Historique
Le donjon fut construit entre 1369 et 1382 sur ordre du duc Jean IV de Bretagne afin d'avoir un contrôle sur la Rance à une période où la ville de Saint-Malo est rebelle à son autorité. Une mention latine de l'époque le nomme Stiridort dans la phrase « In quodam castro seu fortalitio vocato Stiridort, quod prefatus dominus dux (Jean IV) nuper et de novo edificari fecit » (D. Morice, Preuves II, 429). Ce qui en breton moderne donne *Steirdor, de stêr ou steir « rivière », et dor « porte », soit la « porte de la rivière »,[réf. obsolète]. La présence du donjon permettait de prélever les taxes sur les marchandises transportées par bateaux. La tour a été bâtie sur un site déjà fortifié, la tour d'Oreigle, aussi appelée Tour Aiquin qui s'écrivait, à l'origine, Doreigle, se prononçant « Dorighel » et le rattachant au breton dorikel, soit, « portillon » ou « petite porte », par opposition à la Grande Porte de l'isthme,[réf. obsolète]. Cette tour comprenait un petit châtelet, transformé en corps de garde du nouvel ensemble et une enceinte fortifiée, elle-même construite sur des fortifications gallo-romaines datant du IVe siècle qui défendaient le port antique de la cité d'Aleth et dont il subsiste des vestiges dans le bastion d'entrée actuel. Par ailleurs, l'archéologie n'a trouvé aucun niveau d'occupation en rapport avec les Vikings. 
En 1588, les Malouins se sont emparés de la tour pour le compte du duc de Mercœur, chef de la Ligue de Bretagne. Elle était seulement gardée par cinq ou six hommes. Un capitaine y fut mis en place en 1590 avec trois soldats, une servante et deux chiens de guet.
En 1636, Louis XIII ordonna d'y faire des réparations.
En 1694, la garde de la tour fut confiée aux habitants de Saint-Servan. L'ingénieur Siméon Garangeau en dressa alors des plans pour en améliorer la défense.

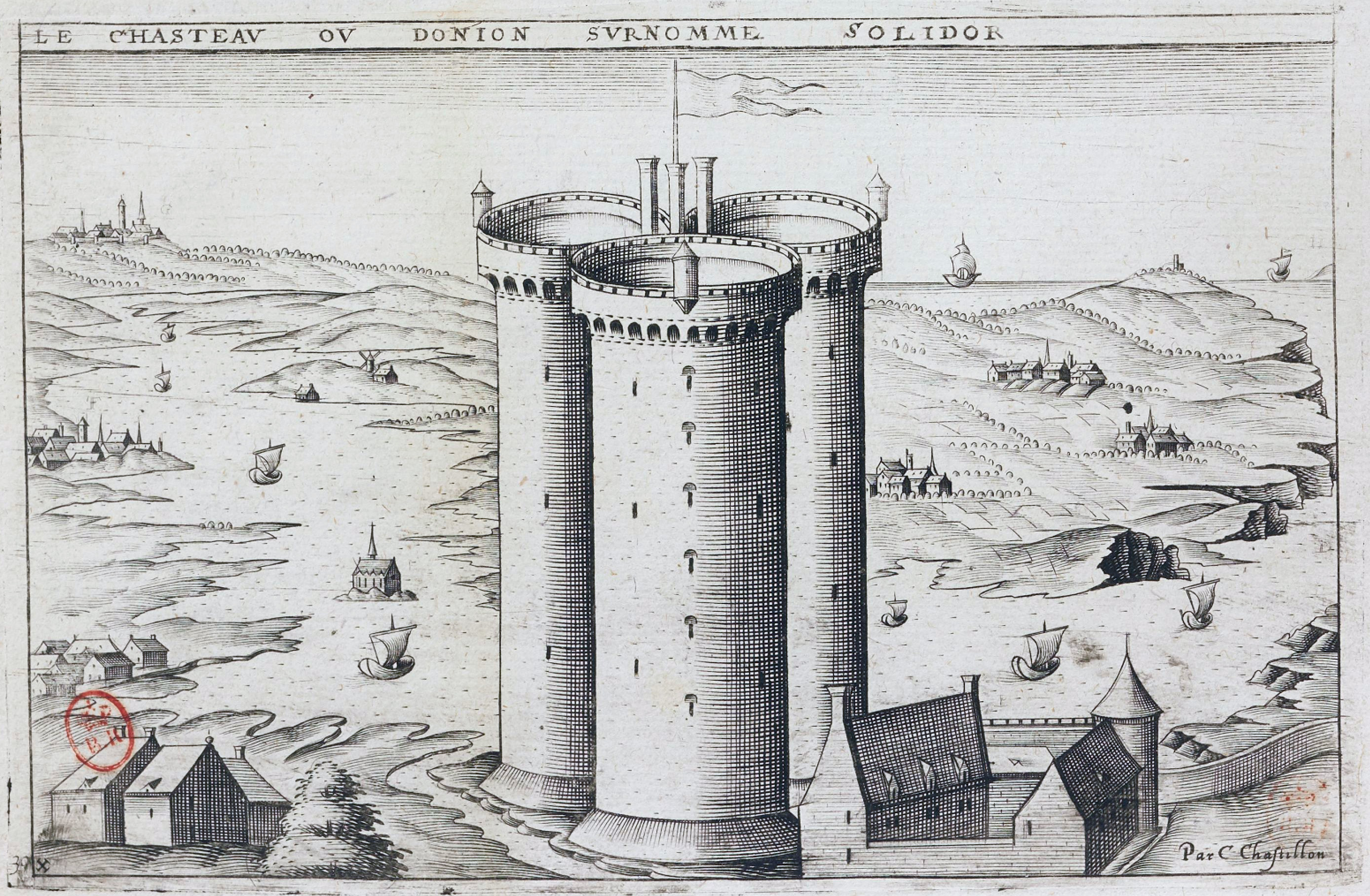
La Tour Solidor dessinée par C. Chastillon en 1610
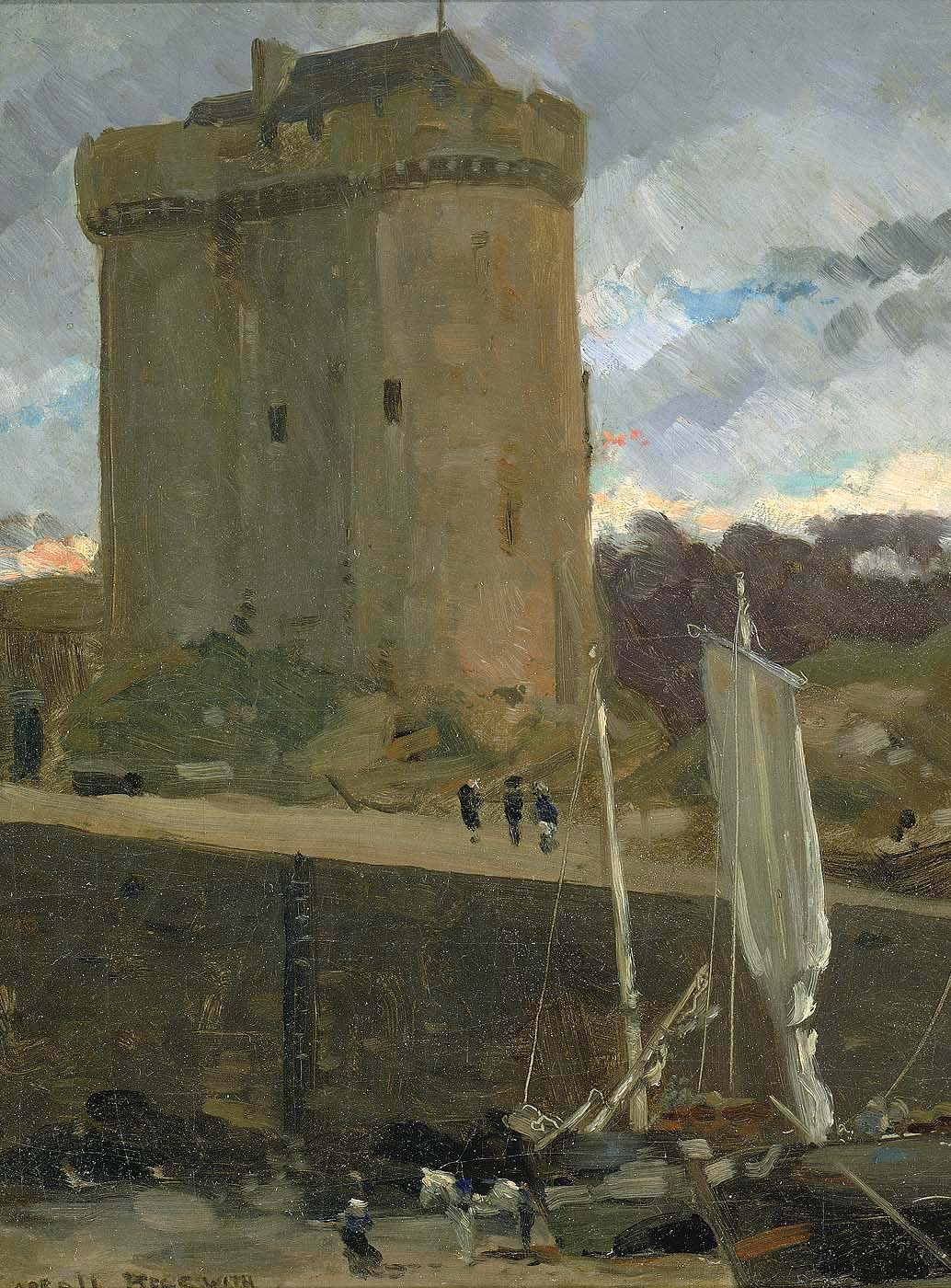
Peinture de la tour par James Carroll Beckwith en 1877.
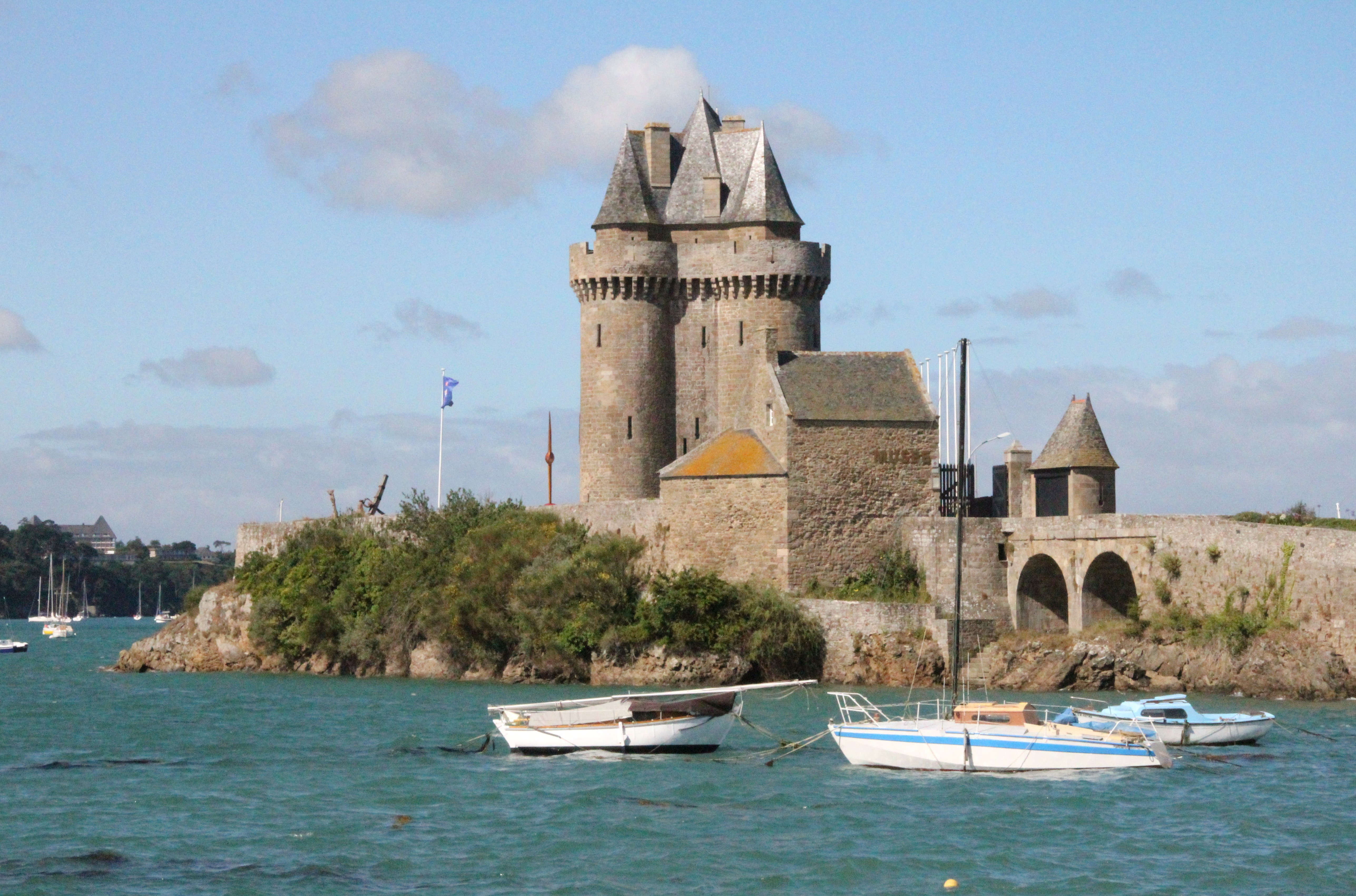
Tour Solidor
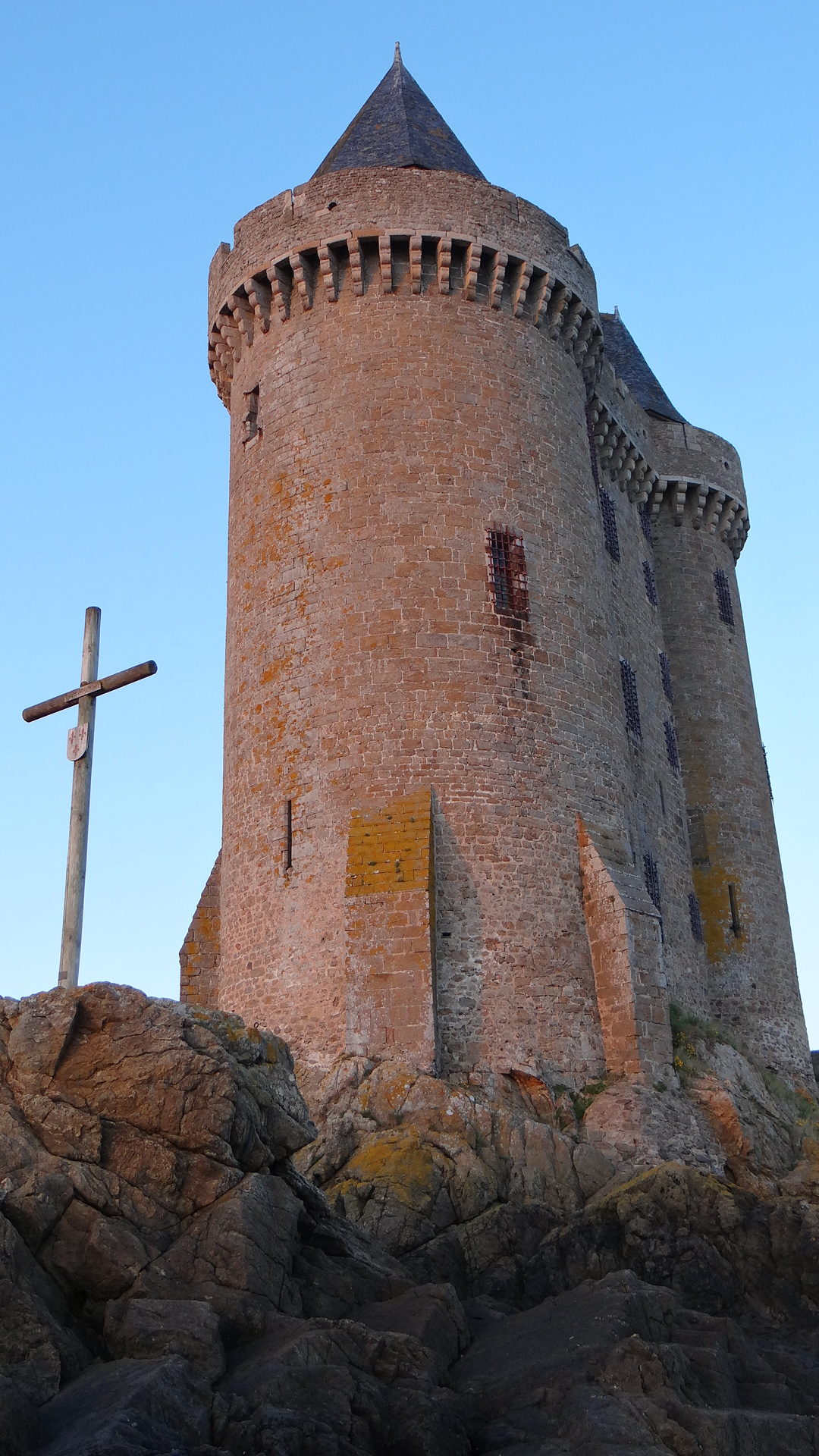
Tour Solidor au coucher du soleil
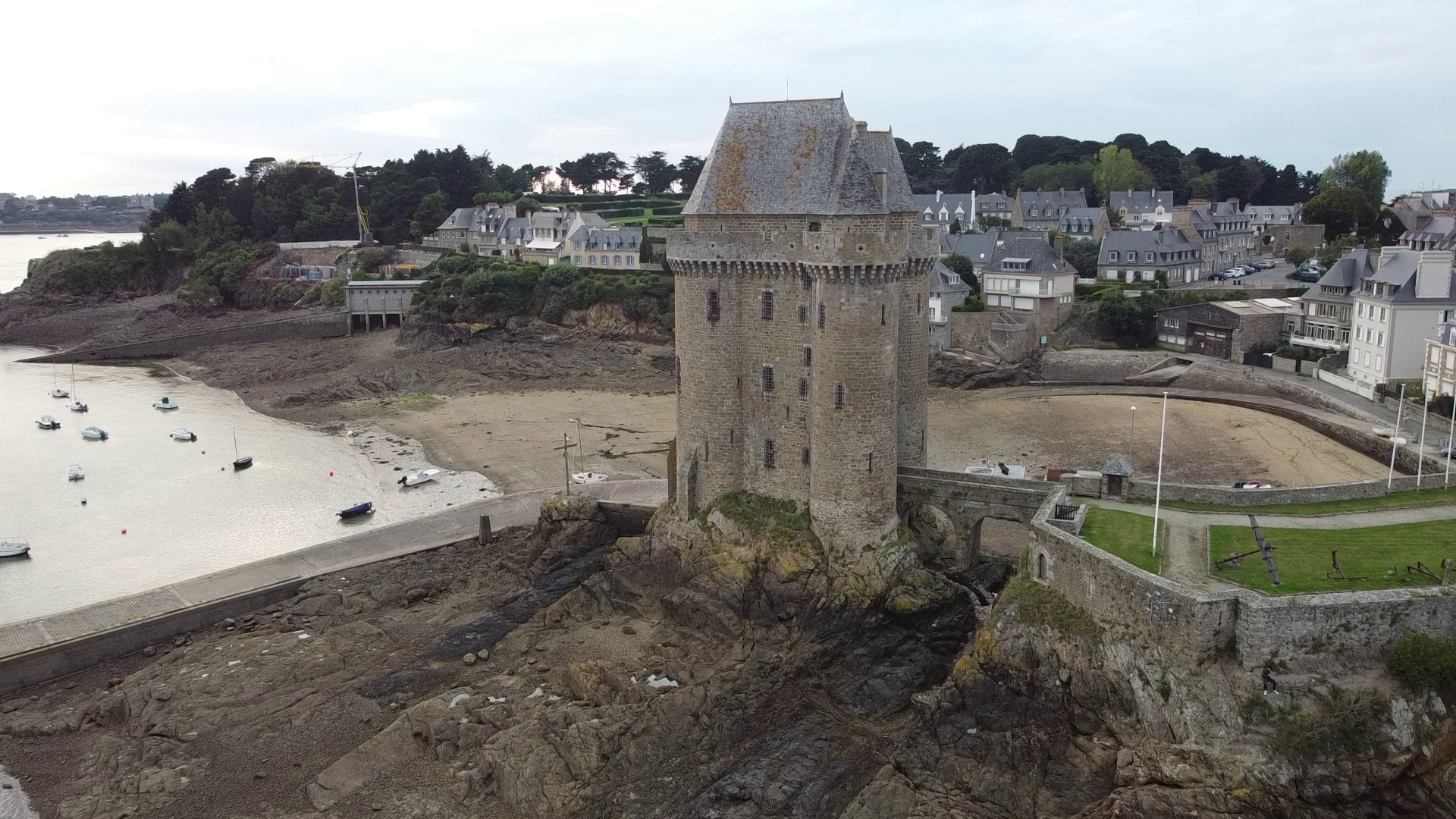
Tour Solidor vue d'un drone

En 1756, on remplaça le pont-levis de l'entrée par un pont en pierre.
L'histoire et l'évolution des technologies militaires ayant rendu son usage initial caduc, la tour est transformée en prison pendant la Révolution et l'Empire. Des prêtres, des religieuses et des militaires y furent enfermés. Des graffitis sont encore lisibles sur les portes intérieures qui fermaient les cellules. La tour Solidor est affectée au service de la Marine par un arrêté du 29 germinal an XII.
En 1886, le ministère de la Marine la cède à l'administration des Monuments Historiques. Elle est alors restaurée par l'architecte Albert Ballu qui la dote de son grand toit actuel.
L'aspect actuel de la tour est un peu différent de celui qu'il avait au début du XXe siècle, il ne subsiste en effet comme bâtiment que la tour et le corps de garde.

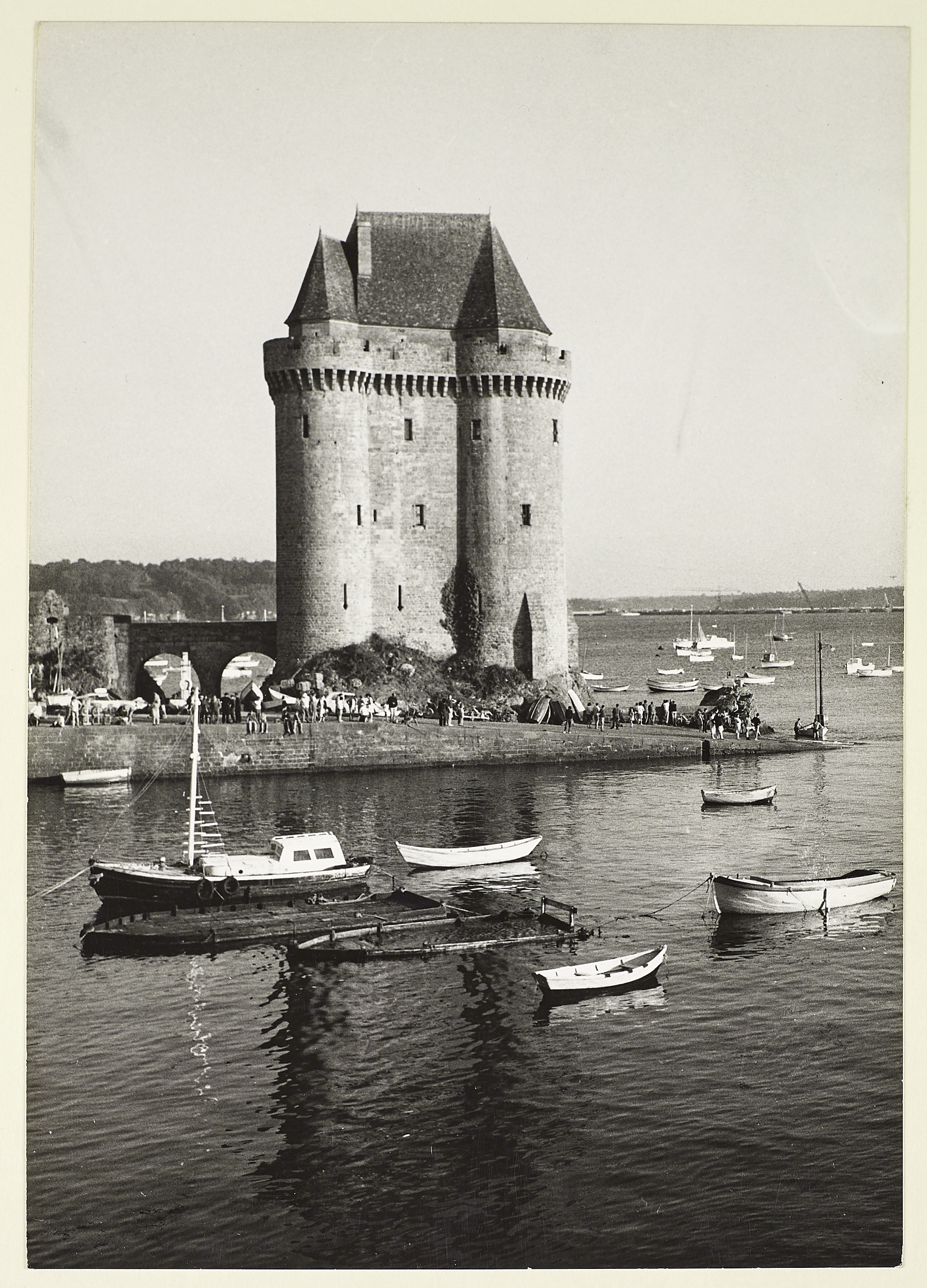
Tour Solidor en 1966.

De 1970 à 2019, elle héberge un musée des cap-horniers qui réunit les collections du musée de Saint-Malo sur la navigation au long cours et les cap-horniers (cartes, maquettes, instruments de navigation...). Une girouette en bois en forme d'albatros fut offerte par la section chilienne de l'Amicale internationale des cap-horniers en 2003.
La tour Solidor est située à proximité de la cité d'Aleth. On peut repérer à marée basse, les vestiges d'une chaussée en pierre qui menait au port gallo-romain, le niveau de la mer étant de 8 m plus bas qu'aujourd'hui.
De la cale Solidor, un bac passagers et véhicules traversait régulièrement la Rance vers Dinard, avant la mise en service du barrage de la Rance en 1967.

## Peinture
Le musée de Saint-Malo possède dans ses collections un pastel d'Henri Arondel (1827-1900) représentant la tour Solidor.
Le musée de Bretagne possède de nombreuses œuvres (principalement photographies et dessins) autour de la tour.
Les peintres Maximilien Luce, Charles Wislin, Pierre Boudet, Bernard Buffet et Geoffroy Dauvergne ont représenté la tour Solidor sur des toiles. André Wilder (1871-1965) peintre post-impressionniste qui a fréquemment séjourné à Saint-Lunaire, l'a représentée également à plusieurs reprises dont en 1908 (toile présentée au Salon des Indépendants en 1909 sous le n° 1619) ou encore en 1912.